# Comunità ebraica di Reggio Emilia
La comunità ebraica di Reggio Emilia ebbe origine nel XV secolo. Oggi dipende dalla Comunità ebraica di Modena.

## Storia
Le prime notizie di ebrei insediatisi nella città di Reggio Emilia sono del 1413, quando il Comune, sotto la signoria estense, invitò una piccola colonia ebraica a trasferirsi in città allo scopo di "tenere banco" e porre rimedio alle "mordaci usure" praticate dai cristiani, a confronto dei quali i "i giudei prestavano a buon marcato".
Il primo ebreo insediatosi fu un certo Muso di Luguzo, il quale stipulò col Comune i Capitoli della condotta, che garantivano a lui e alla sua famiglia piena libertà religiosa, sicurezza di persona e di beni e fissavano le norme con le quali gli ebrei avrebbero prestato su pegno o su carta, cioè con scritture e garanzie. Ben presto dietro a Muso vennero altre famiglie di ebrei, formando a poco a poco la Nazione Ebraica, nome che comprendeva le due università israelitiche di Modena e di Reggio e le figliali o castellanze sparse per i centri minori dal piano al colle. L'Università reggiana raggiunse circa 900 persone nel XVII secolo, ne aveva circa 700 nel 1856 e poco più di 100 nel 1925. Durante la seconda guerra mondiale furono deportate e uccise 10 persone.
Esistevano diverse comunità ebraiche anche nei centri minori della pianura come Guastalla, Rubiera, Scandiano e Correggio, mentre non si ebbero insediamenti sull'Appennino. Attualmente non esiste più una comunità ebraica autonoma, la Sinagoga di Reggio Emilia è utilizzata come spazio museale e gli ebrei reggiani dipendono dalla comunità di Modena.

## Formazione del Ghetto

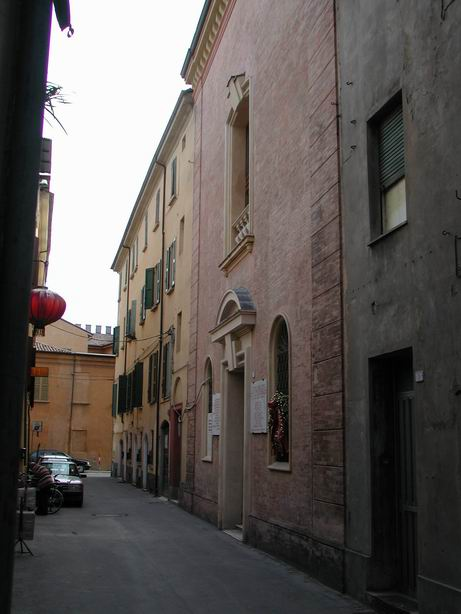
Via dell'Aquila e la sinagoga

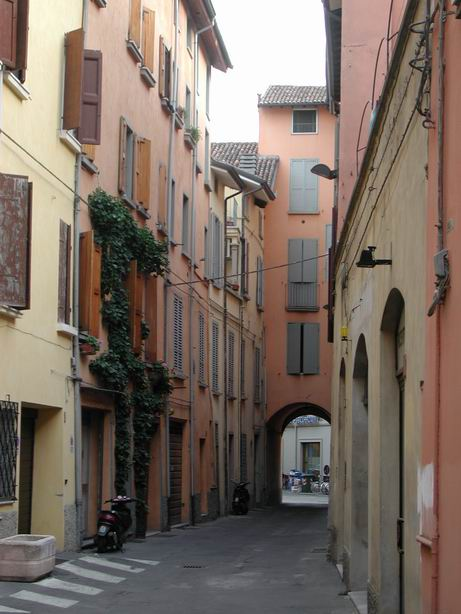
Via della Volta

Gli ebrei reggiani fino al 1669 vivevano sparsi per la città, raggruppati principalmente in tre aree. In quell'anno Laura Martinozzi, vedova del duca Alfonso d'Este e tutrice del figlio Francesco II, decise la costituzione del Ghetto e gli ebrei si dovettero trasferire lungo tre strade perpendicolari e una parallela alla via Emilia, le attuali via dell'Aquila, il cui nome deriva dell'aquila estense allora posta sul portone a ricordo della costituzione del ghetto (detta allora contrada primo ghetto), via Monzermone (contrada secondo ghetto o scuola grande, dove sorge l'attuale sinagoga), via Caggiati (contrada terzo ghetto) e via della Volta (contrada ultimo ghetto), chiamata così a causa della volta che si affaccia sulla via Emilia in cui era posta una delle sette porte del quartiere, via San Rocco (contrada dell'orto).
Nel ghetto reggiano, come in altri ghetti italiani, vigevano la chiusura notturna delle sette porte (tranne nei giorni di teatro) e diverse restrizioni per gli abitanti.
La reclusione degli ebrei venne abolita nel periodo napoleonico.
Fra le altre testimonianze della presenza ebraica a Reggio è da ricordare il cimitero ebraico a fianco del cimitero monumentale suburbano, entrambi costruiti fuori dalle mura dopo le ordinanze napoleoniche. Prima dello spostamento il cimitero ebraico era posto all'interno del perimetro del ghetto.
Andrea Balletti riporta che nel nuovo cimitero venne per primo seppellito nel novembre 1808 un ragazzo di nome Beniamino Foà, nel cui feretro si seguì il rito di seppellirvi anche un gallo, affinché potesse svegliare i morti nel giorno del Giudizio per correre ad occupare i posti migliori nella valle di Giosafat.

## Riti
Gli ebrei reggiani professavano diversi riti, per cui si ebbero sinagoghe, o scuole, di rito italiano, spagnolo o tedesco: la maggiore, detta Offizio Grande inizialmente venne costruita in via Migliorati e venne officiata fino al 1670, finché non venne trasferita in via dell'Aquila e poi ricostruita "con magnificenza" da Pietro Marchelli e di nuovo inaugurata il 15 gennaio 1858.

## Ebrei reggiani illustri
- Ulderico Levi militare, politico e filantropo italiano